# Mistrzostwa Nordyckie w Zapasach 1975
Mistrzostwa odbyły się 5 kwietnia 1975 roku w duńskim Frederiksværk.

## Tabela medalowa
Gospodarz zawodów został zaznaczony kolorem.
| Poz. | Państwo   |    |    |    | Łącznie |
| ---- | --------- | -- | -- | -- | ------- |
| 1    | Szwecja   | 12 | 9  | 1  | 22      |
| 2    | Finlandia | 7  | 9  | 8  | 24      |
| 3    | Norwegia  | 1  | 1  | 6  | 8       |
| 4    | Dania     | 0  | 1  | 2  | 3       |
|      | Łącznie   | 20 | 20 | 17 | 57      |

## Wyniki

### Styl klasyczny
| Konkurencja            | Złoto            | Srebro            | Brąz                  |
| Kategoria do 48 kg     | Raimo Hirvonen   | Jan Mansson       | Alte Stoeve           |
| Kategoria do 52 kg     | Benni Ljungbeck  | Svend Aage Larsen | Martti Pykaelaeinen   |
| Kategoria do 57 kg     | Lars Malmkvist   | Jussi Vesterinen  | Johnny Bjerke         |
| Kategoria do 63 kg     | Risto Björlin    | Thomas Pettersson | Magne Aspen           |
| Kategoria do 68 kg     | Lars-Erik Skiöld | Pekka Hjelt       | Oystein Davidsen      |
| Kategoria do 74 kg     | Veikko Lavonen   | Anders Pettersson | Niels Madsen          |
| Kategoria do 82 kg     | Frank Andersson  | Markus Latvala    | Klaus Mysen           |
| Kategoria do 90 kg     | Keijo Manni      | Lars-Erik Nilsson | Frank Kleven          |
| Kategoria do 100 kg    | Tore Hem         | Jan Kårström      | Svend Erik Studsgaard |
| Kategoria ponad 100 kg | Arne Robertsson  | Einar Gundersen   | Raimo Karlsson        |

### Styl wolny
| Konkurencja            | Złoto            | Srebro            | Brąz               |
| Kategoria do 48 kg     | Jukka Rauhala    | Patrik Kjellberg  | Reijo Haaparanta   |
| Kategoria do 52 kg     | Kauko Naavala    | Raimo Hilden      | Jan Olov Magnusson |
| Kategoria do 57 kg     | Tord Aslund      | Pertti Savolainen | Harri Uusimaeki    |
| Kategoria do 62 kg     | Ilpo Seppälä     | Hannu Övermark    | ----               |
| Kategoria do 68 kg     | Lennart Lundell  | Deszoe Bereczky   | Matti Oevermark    |
| Kategoria do 74 kg     | Jan Karlsson     | Juhani Hakola     | Jarmo Övermark     |
| Kategoria do 82 kg     | Kurt Elmgren     | Antti Leppaenen   | Ilkaa Hakala       |
| Kategoria do 90 kg     | Roland Andersson | Ingvar Karlsson   | Ilmari Kosunen     |
| Kategoria do 100 kg    | Boerje Nilsson   | Jarmo Poeyry      | ----               |
| Kategoria ponad 100 kg | Pentti Maekaelae | Lars Gustavsson   | ----               |